# Antillophos bahamensis
Antillophos bahamensis is een soort in de klasse van de Gastropoda (Slakken).
Het dier komt uit het geslacht Antillophos en behoort tot de familie Buccinidae. Antillophos bahamensis werd in 2002 beschreven door Petuch.